# Weasels Ripped My Flesh
Weasels Ripped My Flesh es un álbum de Frank Zappa con The Mothers of Invention, editado en 1970.
Conceptualmente, el álbum podría considerarse la segunda parte de Burnt Weeny Sandwich. Ambos álbumes consisten en temas inéditos de The Mothers of Invention después de su separación. Weasels Ripped My Flesh, en su gran mayoría, es The Mothers en directo, con improvisaciones caóticas de avant-garde. La canción que da título al álbum, no es otra cosa que todos los músicos en escena haciendo todo el ruido posible durante 2 minutos. Curiosamente, se oye a un integrante del público gritando que quiere más a la conclusión del tema. También, incluye el violín y la voz de Don "Sugarcane" Harris en el tema "Directly From My Heart to You".
La versión en CD del álbum incluye diferentes versiones de "Didja Get Any Onya?" y "Prelude to the Afternoon of a Sexually Aroused Gas Mask".  

## Portada del álbum
Frank Zappa reclutó al artista Neon Park para crear una imagen subversiva de la historia aparecida en la revista Man's Life, de 1956. Después de enseñar a Neon la portada, Zappa le preguntó, "Esto es. ¿Qué puedes hacer peor que esto?"
La edición alemana de la portada mostraba un bebé de metal atrapado en una trampa para ratones. Zappa no aprobó esta portada alternativa

## Lista de canciones
Todas las canciones compuestas por Frank Zappa, excepto donde se indique lo contrario.

### Cara A
1. "Didja Get Any Onya?" (live) – 3:42 (6:51 en la versión de CD)
2. "Directly from My Heart to You" (Richard Wayne Penniman) – 5:16
3. "Prelude to the Afternoon of a Sexually Aroused Gas Mask" (en directo) – 3:47
4. "Toads of the Short Forest" – 4:47
5. "Get a Little" (en directo) – 2:31

### Cara B
1. "The Eric Dolphy Memorial Barbecue" – 6:52
2. "Dwarf Nebula Processional March & Dwarf Nebula" – 2:12
3. "My Guitar Wants to Kill Your Mama" – 3:32
4. "Oh No" – 1:45
5. "The Orange County Lumber Truck" (en directo) – 3:21
6. "Weasels Ripped My Flesh" (en directo) – 2:08

## Personal
- Frank Zappa – guitarra, voz
- Jimmy Carl Black – batería
- Ray Collins – voz
- Roy Estrada – bajo, voz
- Bunk Gardner – saxofón tenor
- Lowell George – guitarra rítmica, voz
- Don "Sugarcane" Harris – voz, violín eléctrico
- Don Preston – órgano, efectos electrónicos
- Buzz Gardner – trompeta y trompa
- Motorhead Sherwood – saxofón barítono
- Art Tripp – batería
- Ian Underwood – saxofón alto

## Producción
- Productor: Frank Zappa
- Dirección artística: John Williams
- Portada: Neon Park
- Fotografía: John Williams
- Arte digital: Bob Stone